# Otto Mueller
Otto Mueller (født 16. oktober 1874 i Liebau i Schlesien i Preussen, død 24. september 1930 i Breslau) var en tysk expressionistisk maler og grafiker.
Otto Mueller var et af medlemmerne af kunstnersammenslutningen Die Brücke, og fra 1919 lærer ved akademiet i Breslau. Muellers værker havde ofte primitivistiske indslag, meget kredsede omkring skønhed og menneskets nærhed til naturen, som en længsel efter Arkadien. Hans stil viser blandt andet inspiration fra Gauguin.
Muellers værker blev kraftigt udskældt af nazisterne og blev vist på udstillingen Entartete Kunst ("udartet/dekadent kunst") i München 1937, hvor det nazistiske regime udstillede den "dekadente" kunst.

## Galleri
- Tänzerin (Maschka, tanzend), ca. 1903, privateje
- Adam und Eva, 1918.
- "Drei Mädchen im Wald", 1920.
- Große Kniende, ca 1926, privateje.
- Stehende Zigeunerkinder, 1927, Germanisches Nationalmuseum
- Zigeunerpferd am schwarzen Wasser 1928, Germanisches Nationalmuseum
- Dorfbach mit Badenden, ca. 1928

## Eksterne links
- Wikimedia Commons har flere filer relateret til Otto Mueller